# Hufvudstadsbladet
A Hufvudstadsbladet – jelentése körülbelül „fővárosi újság” – Finnország legnagyobb példányszámban eladott és legjelentősebb svéd nyelvű napilapja.
A finnek világviszonylatban a harmadik legtöbbet olvasó nemzet, 1000 főre 552,1 napilap esik. 2006-ban végeztek egy felmérést, melyből kiderült, hogy egy átlagos finn állampolgár három napilapot és nyolc hetilapot olvas rendszeresen. A finnországi svéd kisebbség kb. 285 ezer főre tehető, ez a lakosság nem egészen 5,5 százaléka. Ennek ellenére Finnországban 9 svéd napilap jelenik meg összesen 142 ezer példányban.

## Története
A lapot 1864-ben Schauman alapította. Az első kiadás még ebben az évben december 5-én jelent meg. Már az 1800-as években a lap példányszáma elérte a 18 ezret, amivel Finnország legnagyobb napilapja volt. 1920-tól a Hufvudstadsbladets Förlag och Tryckeri működtette az újságot. Tulajdonosa, vezérigazgatója Amos Andersson volt, majd 1922 és 36 között főszerkesztője is lett a lapnak. Az újság 1917-től Finnország függetlenné válása óta működik kisebbségi lapként. (A finnországi svédek 1966-tól anyanyelvükön tanulhatják az egyetemen az újságírást.) A lap nem kap az államtól pénzügyi támogatást. 1990 óta nagyobb beruházásokat tettek, új technológiával minőségileg jobb újságot hoztak létre. Javult az elrendezés és a tartalom, növelték az oldalak számát.

## Statisztika
Napjainkban 51 ezer példányban jelenik meg és 125 ezer olvasóhoz jut el naponta. Az olvasóközönség többsége finn anyanyelvű, de vannak előfizetőik az országhatáron kívül is. Bevétele körülbelül 50-50 százalékban a terjesztésből és a reklámokból származik. Alacsony nyereséggel működik, de ezáltal is biztosítani tudják a gazdasági stabilitásukat.

## Nyomtatása
A Hufvudstadsbladetnek saját nyomdája van Vantaaban, itt folynak a nyomdai munkálatok. A szerkesztőség székhelye a főváros, Helsinki, ahol 175 munkatársat foglalkoztatnak, akik közül 87 újságíró. Az újság politikailag függetlennek vallja magát. Főszerkesztője Hannu Olkinuora, a sales manager Fredrik von Koskull.

## A lap külseje
2004-ben megváltozott az újság külseje; broadsheetről tabloid formátumúra. 2005-ben Björn Mansson, s Hufvudstadsbladet újságírója elnyerte a MIDAS-díjat a kisebbségi jogok felkarolása témakörben. 2006-ban a 8. European Newspaper Award versenyen a zsűri a legjobb helyi újságnak a finn Hufvudstadsbladet-et választotta. A díjért 26 országból 287 újság pályázott.
A lap jelenleg 48 oldalas, és heti két alkalommal tartalmaz mellékletet, melyekből egyik a fiatal korosztálynak szól, a másik melléklet pedig a kultúrával foglalkozik. A Hufvudstadsbladet fő terjesztési területe Helsinki, és annak szűkebb régiója, Nyland/Uusimaa. A lap 1997-től az interneten is elérhető, azonban míg az előfizetők a teljes lapot, az érdeklődők csak néhány cikket olvashatnak az újság honlapján.

## Szerepe
A lapnak kettős szerep tulajdonítható, Helsinkiben és körzetében regionális napilap, Finnország más részein pedig országos napilapként funkcionál. Ez megmutatkozik a felépítésében is, mert a belföld, a külföld és a kultúra rovatok sokkal terjedelmesebbek, mint más regionális napilapoknál, de állandó napi rovat foglalkozik Helsinki híreivel és életével. A lapnak több nagy rovata van, a legterjedelmesebb ezek közül a hírek (finnországi, külföldi, gazdasági jellegűek) és a Helsinki életével foglalkozó rovat (főváros és környező régiók hírei). A kultúra rovat a megszokottnál terjedelmesebben foglalkozik a svéd érdekeltségű irodalommal, kritikákkal, írókkal, színházi élettel stb. A sport rovatban külön van a finnországi és nemzetközi sport témakör. Ezenkívül rövidebb terjedelemben fellelhető fogyasztóvédelmi, lakás, utazás és autó-motor rovat is.
A lap a megszokottnál hangsúlyosabban foglalkozik a kisebbségi kérdésekkel (nyelvi kisebbségek, bevándorlók, szociálisan hátrányos helyzetűek, szexuális kisebbségek).
Betölt egyfajta kisebbségi-érdekvédelmi szerepet. Többet foglalkozik a (finnországi) Svéd Néppárttal (SFP), mint a finn lapok (ötszázalékos párt, a svéd közösség első számú politikai szervezete). A svéd újságírás hagyományát követik, amely gyorsabb és kritikusabb mint a finn. A lap rendszeresen foglalkozik nyelvpolitikai kérdésekkel is.
A svéd helyesírás szempontjából egy modellt állít az olvasóknak, és próbálja ösztönözni őket a nyelvi hibák kiküszöbölésére és a helyes nyelvhasználatra. Ezzel együtt más alternatívát nyújt az olvasóknak mint a finn lapok többsége és számos kérdésben teljesen mások a nézőpontjai.